# Landnámabók

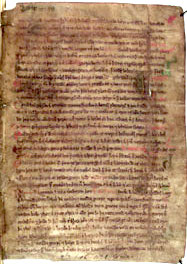
Una pagina di un manoscritto in pergamena del Landnámabók, conservato nell'Istituto Árni Magnússon di Reykjavík, Islanda.

La Landnámabók (che in islandese significa Libro dell'Insediamento), spesso abbreviato in Landnáma, è un testo medievale islandese che descrive in dettaglio la colonizzazione dell'Islanda da parte degli antichi norreni nel IX e nel X secolo. Essa è una delle prime opere della letteratura islandese, ed è la fontetesto più preziosa esistente (insieme all'Íslendingabók) sull'Epoca della Colonizzazione islandese (870/4-930).

## Contenuto
La Landnámabók comincia con il primo insediamento nella baia di Reykjavík di Ingólfr Arnarson, che reclamò tutta la terra circostante (la penisola oggi chiamata Reykjanes) fino ai fiumi Ölfusá, Öxará e Brynjudalsá. Poi il testo passa a descrivere i discendenti dei coloni originari e gli eventi più importanti della storia delle varie famiglie durante il XII secolo: più di 3000 persone e di 1400 insediamenti vengono menzionati; la Landnámabók elenca anche i nomi dei 435 uomini ritenuti i coloni iniziali, collocandone la maggior parte nelle zone settentrionale e sud-occidentale dell'isola. La Landnámabók rimane un'importantissima fonte, oltre che sulla storia, anche sulla genealogia della popolazione islandese.
Tre sono le versioni originali della Landnámabók sopravvissute fino a noi:
- La Sturlubók, la versione più antica, scritto da Sturla Þórðarson tra il 1275 e il 1280;
- L'Hauksbók, scritto da Haukr Erlendsson tra 1306 e il 1308 e basato sullo Sturlubók e su una versione oggi perduta scritta da Styrmir Kárason;
- La Melabók, scritto da Snorri Markússon di Melar intorno al 1313.

Altre due versioni della Landnámabók, compilate in età moderna, sono giunte a noi:
- La Skarðsárbók, scritto da Björn Jónsson nel 1636, che compendia le versioni della Sturlubók e della Hauksbók;
- La Þórðarbók, scritto da Þórður Jónsson nel XVII secolo, che riprende la Melabók.